# استامپتون، نیوجرسی
استامپتون (به انگلیسی: Eastampton Township) شهری در ایالت نیوجرسی کشور ایالات متحده آمریکا است که جمعیت آن در سرشماری سال ۲۰۱۰ میلادی، ۶٬۰۶۹ نفر بوده‌است.